# 陈红天

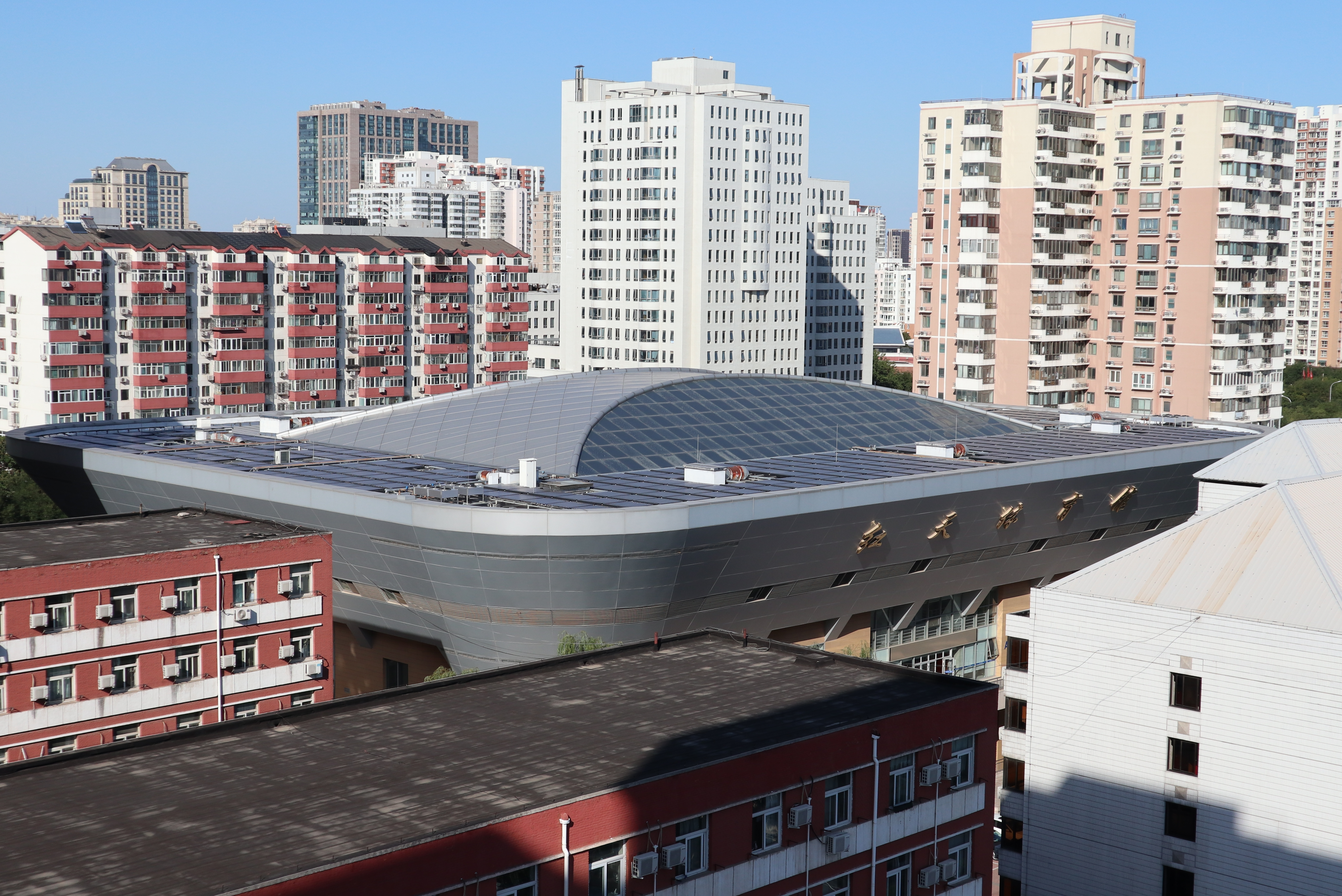
作为对外经济贸易大学校友，陈红天为母校捐资1200万人民币修建了以其名字命名的红天体育馆。

陈红天，SBS（1959年2月—），汉族，中华人民共和国企业家、政治人物，深圳祥祺集团有限公司董事长，第十一、十二、十三届全国政协委员。深圳同心基金會主席

## 生平
2005年，考入对外经济贸易大学国际经济贸易专业，获经济学博士学位。
2008年，当选第十一届全国政协委员，代表中华全国归国华侨联合会，分入第二十五组。
2015年8月27日，陈红天以3.87億港元向太古地產購入傲璇5樓全層連5及6號車位，按單位實用面積5154平方呎計，呎價75087元。
2016年6月7日，陈红天以21億港元, 呎價約22.8萬元向莊士機構購入歌賦山道15號物業，地盤面積約18469平方呎
2016年7月，祥祺集團以45億港元向會德豐地產購入One HarbourGate全幢東座商廈作為該集團香港總部，呎價約16071元，並命名為祥祺中心。
2017年7月18日，祥祺集團以4.1億英鎊（約合41.69億港元）向布魯克菲爾德資產管理購入位於英國倫敦金絲雀碼頭的商廈20 Canada Square大樓，並宣布將該樓更名為「倫敦祥祺中心」。 倫敦祥祺中心樓高16層，面積約75萬平方呎。
2017年12月7日祥祺集團以2.7億英鎊（28億港元）向薩伊德控股公司(Saïd Holdings)購入位於英國倫敦金絲雀碼頭的商廈 5 Churchill Place。
2018年1月，当选第十三届全国政协委员。同年被傳財困，多番抵押物業貸款。不過他指是屬正常融資安排，表示「香港有哪一幢著名商業大廈沒有抵押貸款？」。
2023年3月27日，恆生銀行以債權人身份，委派羅兵咸永道會計師樓，接管位於紅磡的祥祺中心，隨即於5月起在市場在放售。倫敦祥祺中心，亦被萊斯銀行派員接管。陳氏在英國金絲雀碼頭持有的兩幢商廈，5 Churchill Place及20 Canada Square亦遭放售。
2024年11月，祥祺中心由香港都會大學以26.5億元買入，較陈红天8年前的買入價低近四成。